# کوتا هاتوری
کوتا هاتوری (انگلیسی: Kota Hattori؛ زادهٔ ۲۲ نوامبر ۱۹۷۷) بازیکن فوتبال اهل ژاپن است.
از باشگاه‌هایی که در آن بازی کرده‌است می‌توان به باشگاه فوتبال سانفریس هیروشیما اشاره کرد.